# All the Best! 1999-2009
All the Best! 1999-2009 es el tercer álbum grandes éxitos de la boy band japonesa Arashi. El álbum fue lanzado en Japón el 19 de agosto de 2009 bajo su sello discográfico J Storm en dos ediciones, una edición limitada en 3CD , y una edición regular de 2CD. El álbum debutó en el número uno en el álbum gráfico semanal de Oricon, con la venta de 753.430 copias, convirtiéndose en el grupo con el álbum más vendido hasta la fecha. Trece días después de la liberación de All the Best! 1999-2009, el álbum vendió más de un millón de copias. El 22 de septiembre de 2009 All the Best! 1999-2009 alcanzó el número uno del álbum del año superando a Mr. Children.

## Información del álbum
Tanto las ediciones limitadas y regular contienen todos los sencillos de la banda desde su sencillo debut "Arashi" (1999) hasta "Ashita no Kioku/Crazy Moon: Kimi wa Muteki" (2009), con excepción del sencillo en solitario de Satoshi Ohno. Una nueva canción titulada "5x10" fue incluido en ambas ediciones. La letra de la canción fue escrita por los miembros de Arashi para expresar su gratitud por sus fanes. La edición regular contiene exclusivamente un tema inédito titulado "Attack it!" mientras que la edición limitada contiene exclusivamente un tercer disco de la selección de la banda y un folleto.

## Listas de pistas

### CD 1
| CD 1 |                                                                                       |                                               |                                                     |          |  |
| N.º  | Título                                                                                | Letras                                        | Música                                              | Duración |  |
| 1.   | «Arashi» (del álbum Arashi No.1 Ichigou: Arashi wa Arashi o Yobu!)                    | J&T                                           | Kōji Makaino (馬飼野康二 Makaino Kōji?)             | 4:27     |  |
| 2.   | «Sunrise Nippon» (del álbum Arashi No.1 Ichigou: Arashi wa Arashi o Yobu!)            | F&T                                           | Makaino                                             | 4:43     |  |
| 3.   | «Horizon» (del álbum Arashi No.1 Ichigou: Arashi wa Arashi o Yobu!)                   | Takeshi                                       | Shin Tanimoto (谷本新 Tanimoto Shin?)               | 5:07     |  |
| 4.   | «Typhoon Generation» (del álbum Arashi No.1 Ichigou: Arashi wa Arashi o Yobu!)        | Yōji Kubota (久保田洋司 Kubota Yōji?)         | Makaino                                             | 4:59     |  |
| 5.   | «Kansha Kangeki Ame Arashi» (del álbum Arashi No.1 Ichigou: Arashi wa Arashi o Yobu!) | Nobuyoshi Tozawa (戸沢暢美 Tozawa Nobuyoshi?) | Makaino                                             | 4:47     |  |
| 6.   | «Kimi no Tame ni Boku ga Iru» (del álbum Arashi Single Collection 1999–2001)          | Kohei Ōkura (大倉浩平 Ōkura Kohei?)           | Makaino                                             | 3:46     |  |
| 7.   | «Jidai» (del álbum Arashi Single Collection 1999–2001)                                | Tsukasa                                       | Tsukasa                                             | 4:54     |  |
| 8.   | «A Day in Our Life» (del álbum Here We Go!)                                           | Shun, Shuya                                   | Shun, Shuya                                         | 4:45     |  |
| 9.   | «Nice na Kokoroiki» (del álbum Here We Go!)                                           | Tozawa                                        | Takehiko Īda (飯田建彦 Īda Takehiko?)               | 3:59     |  |
| 10.  | «Pikanchi» (del álbum Here We Go!)                                                    | Atsushi Aida (相田毅 Aida Atsushi?)           | Tanimoto                                            | 4:51     |  |
| 11.  | «Tomadoi Nagara» (del álbum Here We Go!)                                              | Ooyagi Hiroo (オオヤギヒロオ?)                | Hiroo                                               | 4:14     |  |
| 12.  | «Hadashi no Mirai» (del álbum Iza, Now!)                                              | Ayumi Miyazaki                                | Miyazaki                                            | 4:41     |  |
| 13.  | «Kotoba Yori Taisetsu na Mono» (del álbum Iza, Now!)                                  | Takeshi, Shō Sakurai                          | Īda                                                 | 4:03     |  |
| 14.  | «Pikanchi Double» (del álbum Iza, Now!)                                               | Spin, Sakurai                                 | Yasushikai Morimoto (森本康介 Morimoto Yasushikai?) | 5:06     |  |
| 15.  | «Hitomi no Naka no Galaxy» (del álbum Arashi 5x5: The Best Selection of 2002–2004)    | Fumiya Fujii                                  | Fujii                                               | 5:18     |  |
| 16.  | «Hero» (del álbum Arashi 5x5: The Best Selection of 2002–2004)                        | Spin                                          | Tanimoto                                            | 4:53     |  |

### CD 2
| CD 2 |                                                      |                                              |                                           |                                                                  |  |
| N.º  | Título                                               | Letras                                       | Música                                    | Duración                                                         |  |
| 1.   | «Sakura Sake» (del álbum One)                        | Aida, Sakurai                                | Tanimoto                                  | 4:21                                                             |  |
| 2.   | «Wish» (del álbum Arashic)                           | Kubota                                       | Hiroo                                     | 4:26                                                             |  |
| 3.   | «Kitto Daijōbu» (del álbum Arashic)                  | Spin, Sakurai                                | Shinnosuke                                | 4:51                                                             |  |
| 4.   | «Aozora Pedal» (del álbum Time)                      | Shikao Suga                                  | Suga                                      | 5:18                                                             |  |
| 5.   | «Love So Sweet» (del álbum Time!)                    | Spin                                         | Youth Case                                | 4:49                                                             |  |
| 6.   | «We Can Make It!» (del álbum Time)                   | Unite, Sakurai                               | Fredrik Thomander, Anders Wikstrom        | 4:10                                                             |  |
| 7.   | «Happiness» (del álbum Dream "A" Live)               | Wonderland                                   | Mio Okada (岡田実音 Okada Mio?)           | 4:17                                                             |  |
| 8.   | «Step and Go» (del álbum Dream "A" Live)             | Wonderland, Sakurai                          | Youth Case                                | 4:46                                                             |  |
| 9.   | «One Love»                                           | Youth Case                                   | Yūsuke Katō (加藤裕介 Katō Yūsuke?)       | 4:45                                                             |  |
| 10.  | «Truth»                                              | Hydrant                                      | Hydrant                                   | 4:49                                                             |  |
| 11.  | «Kaze no Mukō e»                                     | Shinya Tada (多田慎也 Tada Shinya?), Sakurai | Pippi Svensson, Anders Dannvik            | 3:40                                                             |  |
| 12.  | «Beautiful Days»                                     | Takuya Harada                                | Harada                                    | 4:51                                                             |  |
| 13.  | «Believe»                                            | 100+, Sakurai                                | 100+                                      | 4:45                                                             |  |
| 14.  | «Ashita no Kioku»                                    | Spin                                         | Yoshitaka Taira (平義隆 Taira Yoshitaka?) | 4:58                                                             |  |
| 15.  | «Crazy Moon: Kimi wa Muteki»                         | Soluna                                       | Hyper Slipper                             | 4:02                                                             |  |
| 16.  | «5x10»                                               | Arashi                                       | Youth Case                                | 8:18 (edición regular con "Attack It!"), 5:28 (edición limitada) |  |
| 17.  | «Attack It!» (Hidden track, solo en edición regular) |                                              |                                           | 2:45                                                             |  |

### CD 3
| CD 3: Arashi's Selection |                                                                            |                                             |                                         |          |  |
| N.º                      | Título                                                                     | Letras                                      | Música                                  | Duración |  |
| 1.                       | «Cool&Soul» (del álbum Arashic)                                            | Spin                                        | Taku Yoshioka (吉岡たく Yoshioka Taku?) | 3:52     |  |
| 2.                       | «Yes? No?» (del álbum One)                                                 | Ma-saya, Sakurai                            | Shusui, Stefan Engblom, Axel Belinder   | 5:23     |  |
| 3.                       | «Only Love» (del álbum How's It Going?)                                    | Makoto Atoji                                | Ashley Cadell, BJ Caruama, John Collins | 4:34     |  |
| 4.                       | «Natsu no Namae (夏の名前?)» (del álbum One)                               | Hamai, Sakurai                              | Suga                                    | 4:34     |  |
| 5.                       | «Oh Yeah!» (del álbum Time!)                                               | Unite                                       | Ōno Kazunari (オーノカズナリ?)          | 4:44     |  |
| 6.                       | «Re(mark)able»                                                             | R.P.P., Sakurai                             | Yoshioka                                | 4:34     |  |
| 7.                       | «Boku ga Boku no Subete (僕が僕のすべて?)» (del sencillo "Beautiful Days") | 100＋                                       | Katō                                    | 4:29     |  |
| 8.                       | «Still...» (del sencillo "Happiness")                                      | Tada, Sakurai                               | Tada                                    | 4:18     |  |
| 9.                       | «Be with You» (del álbum Time)                                             | Tadashi Kitaura (北浦正尚 Kitaura Tadashi?) | Kitaura                                 | 5:08     |  |
| 10.                      | «Subarashiki Sekai (素晴らしき世界 Wonderful World?)» (del álbum One)      | Hydrant                                     | Hydrant                                 | 4:14     |  |

## Ventas
Tras el lanzamiento del álbum, que debutó en el número uno en el Oricon daily album chart vendiendo más de 261.070 copias. En el álbum de éxitos semanales del álbum tomó el primer lugar con la venta de 753.430 copias. Debido a las altas ventas en su apertura de All the Best! 1999-2009 , que actualmente tiene el récord de los mejores números de la apertura de un álbum en el año 2009 y es a su vez el álbum más vendido. El álbum se mantuvo en el número uno durante dos semanas consecutivas, vendiendo más de 232.800 copias en su segunda semana. En el decimotercer día del lanzamiento del álbum All the Best! 1999-2009, vendió más de un millón de copias, así que es el primero en hacerlo en el 2009.

## Posicionamiento
| Lista (2009)                    | Posición Máxima | Certificación (threshold) |
| ------------------------------- | --------------- | ------------------------- |
| Japón Oricon album Daily Chart  | 1               | Millones                  |
| Japan Oricon album Weekly Chart | 1               | Millones                  |

## Lanzamiento
| País      | Dato                     | Discográfica | Formato | Catálogo     |
| --------- | ------------------------ | ------------ | ------- | ------------ |
| Japón     | 19 de agosto de 2009     | J Storm      | 2CD     | JACA-5202    |
| Japón     | 19 de agosto de 2009     | J Storm      | 3CD     | JACA-5199    |
| Taiwán    | 4 de septiembre de 2009  | Avex Taiwan  | 2CD     | JAJCD26007/8 |
| Taiwán    | 4 de septiembre de 2009  | Avex Taiwan  | 3CD     | JAJCD26007/A |
| Hong Kong | 10 de septiembre de 2009 | Avex Aisa    | 2CD     |              |
| Hong Kong | 10 de septiembre de 2009 | Avex Aisa    | 3CD     |              |